# Agromyza masculina
Agromyza masculina är en tvåvingeart som beskrevs av Sehgal 1968. Agromyza masculina ingår i släktet Agromyza och familjen minerarflugor. Inga underarter finns listade i Catalogue of Life.